# Stadsbrand van Oslo (1624)
De laatste stadsbrand van Oslo woedde drie dagen lang in augustus 1624. Bijna de hele stad werd verwoest. Alleen Oslo Hospital, de Kathedraalschool van Oslo en de bisschopsresidentie (het voormalige klooster van St. Olav) bleven staan. De Sint-Hallvardkathedraal werd zwaar beschadigd maar kon weer worden hersteld na de brand.
Koning Christiaan IV besloot de stad niet te herbouwen, maar enkele kilometers westelijker een nieuwe stad te bouwen, nabij de vesting Akershus. Vanaf toen heette de stad Christiania. Pas in 1925 kreeg de stad zijn oude naam Oslo weer terug. 
In de 19e eeuw breidde de nieuwe stad zich naar het oosten uit tot over het grondgebied van de voormalige middeleeuwse oude stad. In de tussenliggende ruim 250 jaar had de grond, waarop het oude Oslo was gelegen als landbouwgrond dienstgedaan. De nieuwe bebouwing van het oude Oslo kreeg de benaming Gamlebyen ("oude stad"). 